# Svarteskerm
Svarteskerm är ett svenskt punkband med medlemmar från Uddevalla, Umeå och numera Stockholm och Jönköping. De spelar vad som kallats för proggpunk eller hardcorepunk i recensioner. De har släppt fyra officiella skivor: fullängdsalbumet Adjö till Alf 2005, EP:n Den nya sången 2007, EP:n Förfallet är stort 2010 och Vid Babylons Floder 2011. De två första skivorna är släppta av Kristen Underjord, ett slags alternativt kristet nätverk som också har släppt böcker och fansins. Skivan Förfallet är stort är släppt i samarbete med Etik och Moral Records. Bandkonstellationen varierar kraftigt mellan spelningar och skivsläpp vilket har gjort det svårt att veta vilka som egentligen är Svarteskerm. Nu för tiden finns det dock sex fasta medlemmar. Det är bara huvudmedlemmarnas namn som är samma som deras privata tilltalsnamn, inhoppare och extra medlemmar har alltid pseudonymer.
Ett stort tema i deras texter är Jesus och det som han stod för.
Bandet har en fri syn på musiken de skapar och samtliga låtar är släppta som public domain eller under en Creative Commons-licens. Det cirkulerade ett rykte ett tag som påstod att de var sponsrade av Apotekarnes på grund av deras låt Apotek-arnes julmust. Bandet har dock dementerat detta vid flera spelningar och sagt att de endast "dricker must, inte säljer sig för den."
Sommaren 2009 uppträdde de på den kristna festivalen Frizon tillsammans med det andra kristna punkbandet Tekla Knös, ett band som de också har blivit jämförda med, på grund av deras Jesus-texter, men ljudmässigt är det två olika punkstilar.

## Medlemmar
- Haga - gitarr, trummor, sång och orgel.
- Elof - skrik, sång, bas, magneter.
- Ola - trummor, kör, foto
- Jesper - bas och kör
- Samuel - surfgura, skrik och sång
- Lillian - fokuserad gura, skrik och sång.

Inhoppare
- Dr. Steve - orgel, poetik och kör
- Dr. Bob - trummor
- Johanna Af Gejerstam - kör och percussion
- Josefin von Bernadotte - kör och flaska
- The Björd - kundvagn och kör
- Calle Beakert - Gitarr och sång
- The mad monk mange - dammsugare, vinkelslip och kör
- Johnny the rocker - ficklampa, samplingar
- Grahm - gitarr
- Nils - bas och skönsång
- Agata - thailändsk grodpercussion och kör
- Cap' Sam Redbeard - sång, noise och surfgura
- Peter pop - bas
- Lill-jan - skrik

## Diskografi
- Adjö till Alf, album (2005)
- Den nya sången, EP (2007)
- Förfallet är stort, EP (2010)
- Vid Babylons Floder, EP (2011)